# Walter Bleines
Walter Bleines (* 28. September 1914 in Karlsruhe; † 2. Oktober 1974 in ebenda) war ein deutscher Wasserbauingenieur und Hochschullehrer.

## Leben
Im Anschluss an den Schulbesuch studierte er Bauingenieurwesen an der Technischen Hochschule Karlsruhe.
1939, nach dem Diplomexamen wurde er zum Wehrdienst eingezogen und 1941 nach einer Verwundung, wieder entlassen.
Er ging als Assistent, an die Technische Hochschule Karlsruhe und wurde dort 1944 promoviert, er war Leiter des Laboratoriums für Hydromechanik und wurde 1948 zum Betriebsleiter des Theodor-Rehbock-Flußbaulaboratoriums ernannt.
1950 habilitierte er sich im Fachgebiet des landwirtschaftlichen Wasserbaus, dozierte und erhielt 1951 die Leitung der Abteilung Kulturbautechnik am Institut für Wasserbau und Wasserwirtschaft an der Karlsruher Institut für Technologie.
Als Anerkennung seiner Tätigkeit in Lehre und Forschung erhielt er 1957 die Ernennung zum außerplanmäßigen Professor.
1963 wurde er zum wissenschaftlichen Rat und 1968 zum Abteilungsleiter ernannt.
Bleines veröffentlichte aufgrund eigener Forschungsarbeiten sowohl über hydraulische Vorgänge bei Absturzbauwerken als auch über Probleme der Gerinne- und Rohrleitungshydraulik.
1967 führte er Studien zum Durchlass durch und 1968 zum Düker.
In den letzten Jahren seiner Tätigkeit beschäftigte er sich vorwiegend mit Fragen der Grundwasserhydraulik.